# Нихаев, Ефим Максимович
Ефим Максимович Нихаев (1913—1979) — участник Великой Отечественной войны, командир роты 167-го гвардейского стрелкового полка (1-я гвардейская стрелковая дивизия, 11-я гвардейская армия, 3-й Белорусский фронт), гвардии старший лейтенант. Герой Советского Союза (1945).

## Биография
Родился 25 декабря 1913 года в селе Торговое области Войска Донского, ныне Заветинского района Ростовской области, в семье крестьянина. Русский.
Образование среднее. Работал трактористом, затем механиком в совхозе.
В Красной Армии с августа 1941 года. В действующей армии — с октября 1941 года. Окончил курсы младших лейтенантов в 1942 году. Член ВКП(б)/КПСС с 1943 года.
Гвардии старший лейтенант Е. М. Нихаев отличился в июне — июле 1944 года:
- 26 июня при нападении противника на движущуюся колонну полка Нихаев повёл роту в контратаку, в результате которой захватили в плен 35 солдат, офицера и генерала. Нихаев лично уничтожил 11 вражеских солдат.
- 14 июля во время форсирования реки Неман в районе посёлка Жолнеришки (Алитусский район, Литва) рота под командованием Нихаева первой переправилась на левый берег и очистила его от противника. Тем самым был создан и удержан плацдарм для дальнейшего наступления наших войск.

После войны служил во внутренних войсках МВД СССР. С 1966 года подполковник Е. М. Нихаев — в запасе.
Жил в Астрахани. Умер 9 июня 1979 года.

## Награды
- Звание Героя Советского Союза с вручением ордена Ленина и медали «Золотая Звезда» (№ 7442) Ефиму Максимовичу Нихаеву присвоено 24 марта 1945 года.
- Награждён орденом Красного Знамени, медалями.